# Matt Welsh

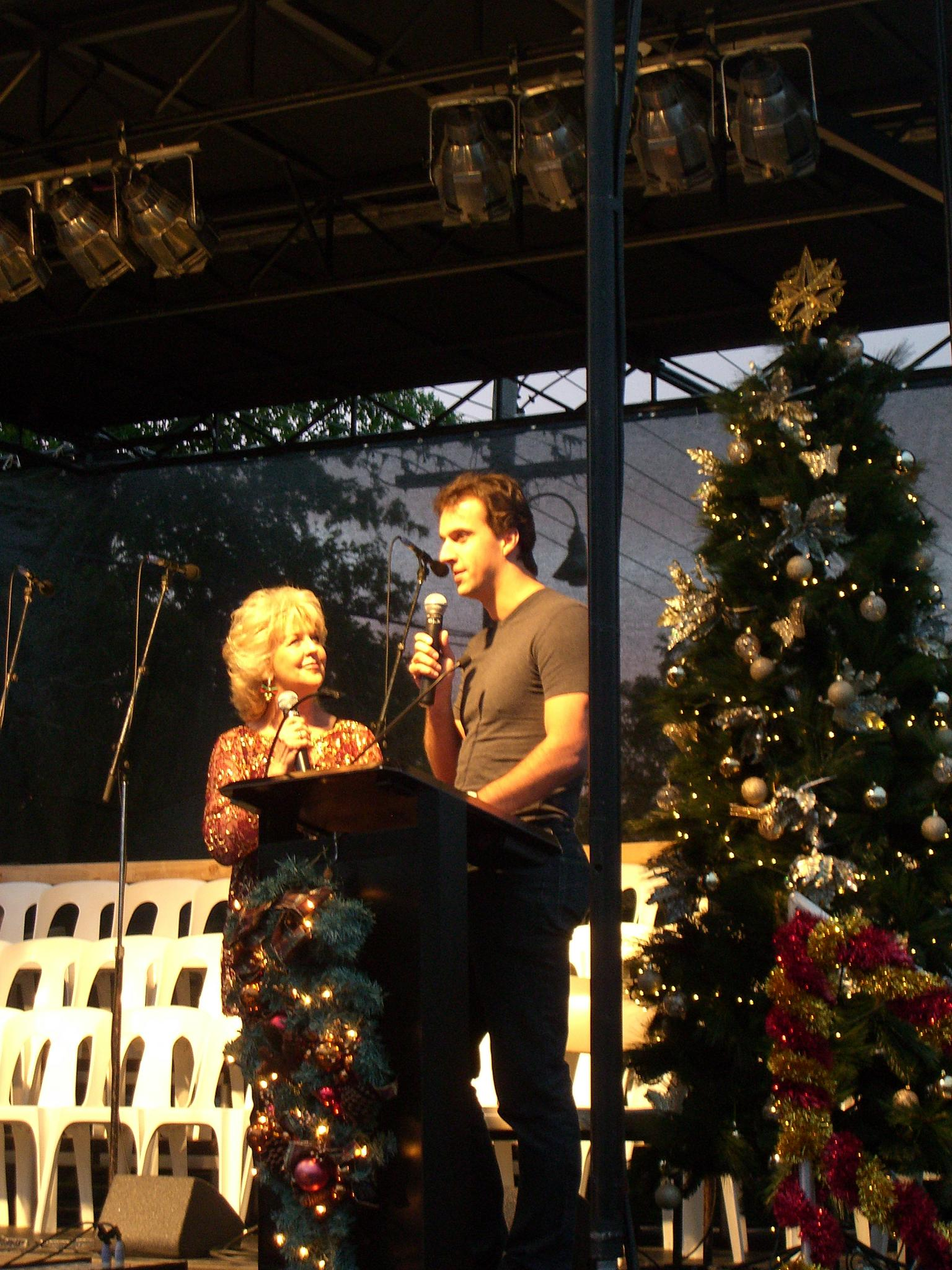
Matt Welsh en Patti Newton

Matt Welsh (Melbourne, 18 november 1976) is een voormalig Australisch zwemmer.
Hij speelde tot zijn achttiende voetbal in zijn vaderland Australië, voordat hij zich serieus ging toeleggen op zwemmen. Onder leiding van coach Ian Pope groeide hij uit tot 's lands beste zwemmer op de rugslag. Welshy maakte in januari 1998 zijn internationale seniorendebuut bij de wereldkampioenschappen langebaan (50 meter) in Perth. Hij kan ook uit de voeten op de vlinderslag, getuige zijn wereldrecord in 2003 op de 50 vlinder.

## Internationale erelijst

### 1998
- Wereldkampioenschappen langebaan in Perth:
  - Zesde op de 100 meter rugslag (55,45)
  - Eerste op de 4x100 meter wisselslag

### 1999
- Wereldkampioenschappen kortebaan in Hongkong:
  - Tweede op de 100 meter rugslag (52,45)
  - Derde op de 50 meter rugslag (24,70)
  - Eerste op de 4x100 meter wisselslag
- Pan Pacific Games in Sydney:
  - Tweede op de 100 meter rugslag (55,13)

### 2000
- Olympische Spelen in Sydney:
  - Tweede op de 100 meter rugslag ((54,07)
  - Derde op de 200 meter rugslag (1.57,59)

### 2001
- Wereldkampioenschappen langebaan in Fukuoka:
  - Eerste op de 100 meter rugslag (54,31)
  - Derde op de 50 meter rugslag (25,49)
  - Vierde op de 200 meter rugslag (1.58,80)
  - Eerste op de 4x100 meter wisselslag (3.35,35)

### 2002
- Wereldkampioenschappen kortebaan in Moskou:
  - Eerste op de 50 meter rugslag (23,66)
  - Eerste op de 100 meter rugslag (51,26)
- Gemenebestspelen in Manchester:
  - Eerste op de 50 meter rugslag (25,65)
  - Eerste op de 100 meter rugslag (54,72)
- Pan Pacific Games in Yokohama:
  - Tweede op de 200 meter rugslag (1.57,69)
  - Tweede op de 4x100 meter wisselslag (3.34,84)

### 2003
- Wereldkampioenschappen langebaan in Barcelona:
  - Eerste op de 50 meter vlinderslag (23,43 - wereldrecord)
  - Tweede op de 50 meter rugslag (25,01)
  - Tweede op de 100 meter rugslag (53,92)
  - Vijfde op de 200 meter rugslag (1.57,94)

### 2004
- Olympische Spelen in Athene:
  - Vijfde op de 100 meter rugslag (54,52)
- Wereldkampioenschappen kortebaan in Indianapolis:
  - Tweede op de 50 meter rugslag (23,60)
  - Tweede op de 100 meter rugslag (51,04)
  - Tweede op de 200 meter rugslag (1.52,54)
  - Tweede op de 4x100 meter wisselslag (3.29,72)